# Łupiny (województwo pomorskie)
Łupiny (kaszb. Łëpinë, niem. Lupinenfelde) – osada w Polsce położona w województwie pomorskim, w powiecie słupskim, w gminie Redzikowo. 
Miejscowość wchodzi w skład sołectwa Krępa Słupska.
W latach 1975–1998 miejscowość administracyjnie należała do województwa słupskiego.

## Nazwa
Nazwa jest częściową adaptacją fonetyczną pierwotnej nazwy niemieckiej Lupinenfelde, wzmiankowanej po raz pierwszy w 1863, która ma charakter topograficzny i jest zbudowana z dwóch członów-nazw pospolitych: Lupine „łubin” i Feld „pole”.
Rada Języka Kaszubskiego proponuje kaszubską formę Łëpinë.